# 特別定額給付金
特別定額給付金（日语：／ Tokubetsu Teigaku Kyūfukin */?）是日本因應新型冠狀病毒感染症推出的緊急經濟對策之一，定於2020年實施，日本的住民基本台帳有記載的戶主可在制度下收到定額現金。

## 背景
在社會對新型冠狀病毒感染症（COVID-19）的經濟影響感到不安之際，2020年3月18日，国民民主党代表玉木雄一郎發布經濟政策建議，提議「向所有国民一律派發現金10万日圓」。3月30日，自由民主党的年輕議員團體提議向所有国民發放現金，3月31日，聯合執政的公明党亦建議發放現金，社會上開始討論向所有国民發放現金的計劃。
立憲民主党的逢坂誠二、財務大臣麻生太郎等則反對無差別派錢，認為不應面向「所有国民」。
與国民民主党組建統一会派的立憲民主党最初對一律派發現金計劃取態消極，及後改為與社会民主党提出在野党統一会派提案，共同主張派發10万日圓，反對派聲音逐漸消失。
2020年4月3日，内閣總理大臣安倍晉三表示，有意向受新型冠狀病毒等影響，收入大幅減少的家庭每戶發放30万日圓現金，並稱之為緊急經濟對策之一。這筆錢暫名生活支援臨時給付金，由總務省負責準備工作。4月17日，安倍在記者会上宣布撤回原先的派錢方案，改為每人一律發放現金10万日圓。4月20日，內閣會議通過的「新型冠狀病毒感染症緊急經濟對策」列有這制度，預算總額大約12兆日圓。4月30日，国会通過所需的補正預算。

### 生活支援臨時給付金
方案最初擬定是向受到新型冠狀病毒感染症影響者發放現金，每戶家庭30万日圓，需要自行向市区町村申請，条件如下。

#### 派發對象
戶主於2020年2月至6月的收入状況如下。
- 與新型冠狀病毒感染症發生前相比，收入減少，年收入達至免徵住民税水平的低收入家庭
- 與新型冠狀病毒感染症發生前相比，收入減至一半以下，年收入達至免徵住民税水平2倍以下的家庭。
- 但若戶主（受薪者）的月收入在下列水準以下，則視為免徵住民税水平。
  1. 無扶養親屬等（單身家庭）：10万日圓
  2. 有扶養親屬等1人：15万日圓。往後，扶養親屬每多1人便增加5万日圓

## 派發對象及金額
在基準日2020年4月27日，於日本的住民基本台帳有記載者均為派發對象，每人10万日圓，由所屬家戶的戶主負責接收。對象包括住在国内的日本国民，以及擁有超過3個月居住資格、有住民票登記的外国人。4月28日或之後死亡的人亦包含在內。若家戶所有成員均死亡（主要是單身戶的成員死亡），則會因派發家戶已不存在而不獲派發。對於沒有戶籍、未記載於住民基本台帳的人，若滿足相關條件，亦可領取。
申請開始日及派發開始日由市区町村規定，郵寄受理開始日起3個月内接受申請。符合條件者可透過市区町村的郵遞方式與線上方式（Mynaportal）申請。截至2020年5月1日，已有679個市区町村開始接受Mynaportal的申請。若有特殊事由，如無法開設銀行戶口，可在市区町村窗口申請及領取。

### 家暴受害者等特別規定
由於派錢是戶主負責接收，外界擔心遭遇戶主家庭内暴力等對待的人無法拿到給付金。總務省因此特別規定，這些人可以向「現在居住的自治体」提交所需文件，申請後領取給付金，避免被戶主拿走。

### 稅務及生活保護處理
特別定額給付金免徵所得税及住民税。給付金不視為所得，毋須確定申告。考慮到派錢宗旨及目的，款項亦不會被認定為生活保護領取者的收入。

## 自治体應對
有自治体在国家預算通過前即準備接受申請。4月27日，熊本縣產山村發放申請文件，預計5月1日開始派錢。4月28日13時，茨城縣笠間市開始接受Mynaportal方式申請（申請書於5月中旬發放）。郵寄申請原則上需要等待自治体發送資料，不過千葉縣市川市在4月27日即已於首頁提供申請書下載（郵寄版於6月上旬發放）。4月27日，京都府井手町宣布在国家發放的金額外，同時再發放2万日圓。5月7日，東京都荒川区開始接受申請，申請書可從首頁下載，或在区役所、区民事務所領取。香川縣高松市、東京都八王子市等部分自治体則宣布停止接受網上申請，原因是不少申請有問題，難以一一確認。
考慮到有人在郵寄申請書上錯誤勾上「不希望接受特別給付金」，無意中拒絕收錢，自治体已提請民眾填寫時注意。秋田縣秋田市、東京都荒川区等部分自治体郵寄的申請書不設「不希望接受特別給付金」欄位。
2020年7月9日，東京都新宿区考慮到有人確診後工作等受影響，決定向確診区民每人支付10万日圓慰問金。
原則上，只要在領取資格基準日4月27日，於住民基本台帳有記載者均有資格獲得派發，但各地均有人未收到申請書即死亡，未能領取現金。總務省及市表示，定額給付金是以家戶為單位申請後發放，多人家庭中，即使有人在收到申請書前死亡，戶主亦可申請死者的部分並獲派發。至於單身戶，若在收到申請書前死亡，則會因家戶已不存在而不獲派發。名古屋市5月25日開始郵寄申請書，6月20日郵寄完畢，較其他城市更遲，若單身戶在這段時間死亡，就算他在基準日仍生存，亦無法透過郵寄申請，若沒有提前線上申請，就無法收到現金。針對這類情況，長崎縣大村市自行推出救濟措施，對於在4月27日至同市申請截止日期8月18日間死亡的單身戶市民，繼承人可獲市財政自行發放10万日圓。名城大学都市情報学部教授昇秀樹（行政学）認為，今次問題的背景在於行政思考未有改變，派錢時不是面向個人，而是面向家戶，應改為向每位国民派發；特別給付金的行政設計不應是国民提出申請才能獲派發，今後可考慮包括讓每位国民擁有1個連結My Number的銀行戶口等措施，加快體制構建，令行政能迅速向個人派錢。

## 線上申請的混乱
線上申請方面，由於存在戶主以外、無領取權者發送的申請，以及輸入錯誤等情況，自治体需要不少人手進行確認，有地方決定中途停止接受申請。為有序處理申請，東京都荒川区引入salesforce開發的專用系統，同時管理郵寄申請及線上申請。
2020年6月2日，總務省表示，有關向国民每人發放10万日圓現金的特別定額給付金，截至2020年6月1日，已有43個市区町停止接受線上申請，主要原因是申請者的輸入錯誤太多，增加處理負担，有意向改為只提供郵寄申請方式，由戶主寄回申請書再處理。

## 註解
1. ↑  2009年的定額給付金不會發放給申請時仍在世，但在市町村決定派發前死亡的人[15]，這次的特別定額給付金則會發放給申請時在世的人[16]。
2. ↑  依為對應新型冠狀病毒感染症等影響的国税關係法律臨時特例相關法律(令和2年法律第25号）第4条規定，免徵所得税。

## 外部連結
- 特別定額給付金 （页面存档备份，存于）
- 特別定額給付金（新型冠狀病毒感染症緊急經濟對策關聯） （页面存档备份，存于） - 總務省